# Javier Sánchez Perona
Javier Sánchez Perona (País Basc, 10 d'agost de 1973) és un investigador, científic i professor universitari espanyol d'origen basc.
Llicenciat en Ciència i tecnologia dels aliments per la Universitat del País Basc i doctor en Química per la Universitat de Sevilla, des del 1996 treballa al l'Instituto de la Grasa (IG-CSIC) del Consell Superior d'Investigacions Científiques (CSIC), on des del 2008 exerceix de científic titular, i des del 2015 com a professor associat de la Universitat Pablo de Olavide (UPO) a Sevilla, on imparteix docència al Grau de Nutrició Humana i Dietètica. A l'Instituto de la Grasa (IG-CSIC) s'ocupa de l'estudi dels efectes dels olis de la dieta en la salut humana. Més enllà de la seva tasca professional és un apassionat de la comunicació científica i participa en nombrosos esdeveniments de divulgació científica.
La seva línia de recerca és la nutrició i el metabolisme dels lípids i s'ocupa de descobrir els mecanismes pels quals els greixos de la dieta afecten diverses situacions fisiopatològiques, com són l'ateroesclerosi i l'obesitat. Nombrosos estudis que relacionen el consum d'aliments ultraprocessats amb patologies del metabolisme i del cor, com ara la diabetis, la cardiopatia isquèmica o l'accident cerebrovascular. Alhora, també s'han establert relacions sòlides entre la dieta i les malalties neurodegeneratives com la malaltia d'Alzheimer. Al seu darrer llibre "Què sabem dels aliments ultraprocessats", Sánchez Perona explora els efectes nocius d'aquests productes que s'inicien al mateix moment de la ingesta, i proposa algunes possibles solucions perquè ens sigui més fàcil triar menjar millor.